# Калманов Аслан Хазбійович
Аслан Хазбійович Калманов (рос. Аслан Хазбиевич Калманов; нар. 5 січня 1994) — російський футболіст, захисник.

## Життєпис
Вихованець Академії футболу імені Юрія Конопльова. Професіональну кар'єру розпочав у ПФЛ у дублюючій команді владикавказької «Аланії». У сезоні 2014/15 років зіграв 10 матчів за фейковий севастопольський СКЧФ у Другому дивізіоні Росії (згодом були анульовані). Наприкінці лютого 2015 року перебрався до «Тамбова», у футболці якого зіграв 2 поєдинки в Другому дивізіоні. Також провів 4 поєдинки (1 гол) в аматорському чемпіонаті Росії за молодіжну команду «Тамбова».
На початку серпня 2015 року вільним агентом приєднався до «Уліссеса». Дебютував за нову команду 9 серпня 2015 року в програному (2:3) виїзному поєдинку 2-го туру Прем'єр-ліги Вірменії проти «Ширака». Аслан вийшов на поле 72-й хвилині, замінивши Дена Ссерункуми. У першій половині сезону 2015/16 років зіграв 9 матчів у Прем'єр-лізі Вірменії та 1 поєдинок у кубку Вірменії. На початку січня 2016 року перебрався до «Бананца». У футболці столичного клубу дебютував 12 березня 2016 року в переможному (2:0) домашньому поєдинку 17-го туру Прем'єр-ліги Вірменії проти «Алашкерта». Калманов вийшов на поле на 82-й хвилині, замінивши бразильця Лаерсіу. У другій половині сезону 2015/16 та першій половині сезону 2016/17 року зіграв 9 поєдинків у Прем'єр-лізі Вірменії, 2 поєдинки у кубку Вірменії та 1 поєдинок у суперкубку країни. У 2017 році провів 1 поєдинок у чемпіонаті Північної Осетії за владикавказький «Металург».

## Досягнення
- Кубок Вірменії
  -  Володар (1): 2015/16